# 八幡神社 (横須賀市鴨居)

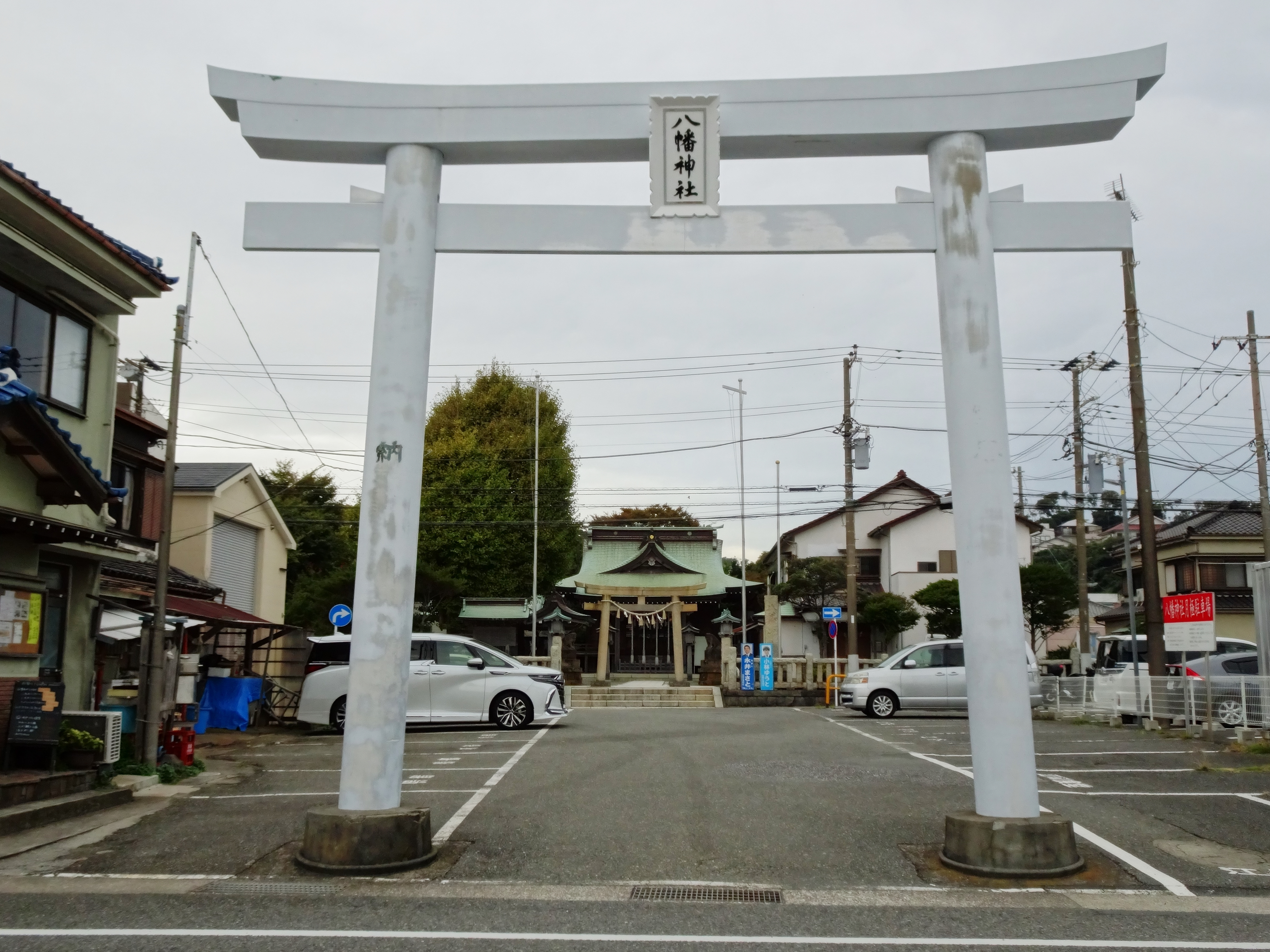
鳥居

八幡神社（はちまんじんじゃ）は、神奈川県横須賀市鴨居にある神社。地名を冠して鴨居八幡神社（かもいはちまんじんじゃ）とも称される。
現在は東叶神社の兼務社となっている。

## 概要
走水地区と浦賀地区の狭間、鴨居地区の沿岸、鴨居漁港・鴨居海岸の目前に鎮座している。
創建は養和元年（1181年）、源頼朝に命じられた鴨居の領主・三浦義春（三浦義明の四男）が、鶴岡八幡宮から勧請して建立したとされる。
元は北東近隣（現・鴨居コミュニティセンター）に鎮座していて合祀されたと考えられる須賀神社（牛頭天王社）の性格が色濃く出ており、祭礼も7月最終土日に行われる須賀神社（牛頭天王社）の夏祭り（いわゆる祇園祭り）が中心になっている。

## 祭神
- 誉田別尊（八幡神社祭神）
- 素盞嗚尊（須賀神社祭神）

## 祭事
- 1月1日 - 歳旦祭
- 1月15日 - 祈年祭（初神楽）
- 2月上午の日 - 初午祭
- 5月25日 - 例祭
- 6月30日 - 大祓式
- 7月最終土日 - 須賀神社例大祭（お浜降り/とっぴきぴー踊り）
- 9月15日 - 例大祭
- 11月25日 - 新嘗祭（終神楽（しまいかぐら））
- 12月31日 - 大祓式